# Landgericht Tettnang
Das Landgericht Tettnang war ein von 1805 bis 1810 bestehendes bayerisches Landgericht älterer Ordnung mit Sitz in Tettnang im heutigen Bodenseekreis (Baden-Württemberg). Die Landgerichte waren im Königreich Bayern Gerichts- und Verwaltungsbehörden, die 1862 in administrativer Hinsicht von den Bezirksämtern und 1879 in juristischer Hinsicht von den Amtsgerichten abgelöst wurden.

## Geschichte
Da im Jahr 1805 Tettnang zum Königreich Bayern kam, wurde durch die neue Verwaltungsneugliederung Bayerns das Landgericht Tettnang errichtet. Dieses kam zum neu gegründeten Illerkreis mit der Hauptstadt Kempten.
Nachdem im Jahr 1810 Tettnang durch den Pariser Vertrag zum Königreich Württemberg gekommen war, wurde das Gebiet des Landgerichts Tettnang dem Oberamt Tettnang eingegliedert.